# Oświe
Oświe, Jezioro Dubińskie (lit. Asveja, Dubingių ežeras) – jezioro we wschodniej Litwie, na Nizinie Wilejsko-Żejmiańskiej, na obszarze rejonów malackiego, święciańskiego i wileńskiego, 8 km na zachód od Podbrodzia i 7 km na wschód od Giedrojć. Zajmuje powierzchnię 10,15 km², ma długość 21,9 km (najdłuższe na Litwie) a jego szerokość sięga 0,9 km. Leży na wysokości 138 m n.p.m. Maksymalna głębokość akwenu wynosi 50,2 m (trzeci pod względem głębokości w kraju), zaś głębokość średnia to 14,7 m. Pod względem typu genetycznego jest to jezioro rynnowe. Zbiornik ma trzy odnogi: w części północno-zachodniej jest to zatoka Žalktynė (4,96 km długości, szerokość do 0,4 km, głębokość do 36,5 m), na południowym wschodzie – zatoka Vyriogala (2,9 km długości, szerokość do 0,5 km, głębokość do 17,7 m), a w części północno-wschodniej – zatoka Dubingiai (0,8 km długości, szerokość do 0,1 km, głębokość do 23,5 m). Południowo-wschodnia część jeziora oddzielona jest wąskim przesmykiem, przez który przepływa strumień. Powierzchnia zlewni jeziora wynosi 230,1 km². Linia brzegowa Oświa jest dobrze rozwinięta, a jej długość wynosi 72,5 km. Brzegi są wysokie, piaszczyste i przeważnie porośnięte lasem sosnowym. Strefa przybrzeżna jest niewielka i ma charakter piaszczysto-żwirowy. W dnie jeziora znajdują się 34 zagłębienia, z których 16 ma głębokość większą niż 35 m (najgłębsze znajdują się w południowo-wschodniej części akwenu). Na jeziorze znajduje się sześć wysp o łącznej powierzchni 0,044 km². Do Oświa uchodzą nieduże strumienie: Baluoša (z jeziora Bołosza), rzeczka z jeziora Viranglė, Ilgelė (z Jeziora Grzybiańskiego), Stirna (z jeziora Suoselis), Gracinė, Kirnė oraz cztery bezimienne cieki. Z jeziora wypływa rzeka Dubinga, prawy dopływ Żejmiany. Największą miejscowością nad Oświem są Dubinki, położone na jego północnym brzegu. W Dubinkach znajduje się most przebiegający nad jeziorem. Zbiornik w całości wchodzi w skład Oświeskiego Parku Regionalnego.